# Eclipse Phase
Eclipse Phase – gra RPG w świecie science fiction i horroru z motywami transhumanizmu. futurolog Anders Sandberg zauważył, że różni się od GURPS Transhuman Space tym, że kładzie nacisk na postaci postludzkie, a nie tylko transludzkie. Oryginalnie opublikowane przez Catalyst Game Labs, Eclipse Phase jest teraz publikowane przez twórców gry, Posthuman Studios i jest wydawane na licencji Creative Commons.

## Świat
Eclipse Phase jest post-apokaliptyczną grą konspiracji i horroru. Akcja toczy się po tym, jak projekt stworzenia sztucznej inteligencji w trakcie Trzeciej Wojny Światowej skończył się tragiczne ze względu na pozaziemski wirus znany jako "Exsurgent" (organiczny wirus komputerowy ze zdolnością do infekowania zarówno maszyn jak i inteligentnych zwierząt), co doprowadziło do śmierci ponad 90% mieszkańców Ziemi.
Ziemia została więc opuszczona, a istniejące kolonie w Układzie Słonecznym zostały powiększone, by pomieścić uchodźców. Świat to kilka socjoekonomicznych systemów w tych koloniach:
- kapitalistyczny/republikański system w Wewnętrznym Układzie (Mars, Księżyc, Merkury), rządzony przez Konsorcjum Planetarne, korporację, która zezwala na wybieranie przedstawicieli, lecz których władze są potężniejsze,
- system Ekstropistów ustanowiony w pasie asteroid,
- militarna oligarchia rządząca księżycami Jowisza,
- przymierze demokracji społecznej na wzór Skandynawii i kolektywnego anarchizmu, które dominuje w Zewnętrznym Układzie.

Świat eksploruje różnorodne koncepty naukowe z dalekiej przyszłości, takie jak nanotechnologia, terraforming, życie w zerowej grawitacji, wyniesienie zwierząt do ludzkiej inteligencji i system reputacji – wszystko to jest wykorzystywane jako koncepty mechaniczne.
Gra zachęca graczy do mierzenia się z zagrożeniami egzystencjalnymi, jak obcy, bronie masowej zagłady, wirus Exsurgent i zagrożenia polityczne.

## Mechanika
Eclipse Phase korzysta z prostych rzutów kością procentową. Gracze rzucają kością procentową (rzucając dwiema k10 z jedną kością reprezentującą dziesiątki) i porównują ten rzut z celem rzutu – celem jest wyrzucenie tej liczby lub mniejszej. W przeciwieństwie do większości podobnych systemów, wynik 00 nie reprezentuje 100. Dodatkowo, każdy rzut podwójny (11, 22, 33 itp.) jest krytykiem. Jeśli podwójny rzut jest poniżej celu rzutu, to jest sukcesem krytycznym, jeśli powyżej – krytyczną porażką.
Obrażenia (zarówno obrażenia fizyczne jak i mentalny stres spowodowany przez wydarzenia traumatyczne) są określane w ten sposób, iż gracze rzucają odpowiednią liczbą k10 i dodają je razem, wliczając modyfikatory.

## Książki

### Pierwsza edycja
- Eclipse Phase (Core Rulebook) (2009)
- Sunward (2010)
- Gatecrashing (2010)
- Panopticon (2011)
- Rimward (2012)
- Transhuman (2013)
- Firewall (2015)

### Druga edycja
- Eclipse Phase Second Edition Corebook (2019)

## Licencja Creative Commons
Gra fabularna Eclipse Phase została wydana na licencji Creative Commons; tekst, który występuje na stronie internetowej Eclipse Phase jest licencjonowany pod Creative Commons Uznanie autorstwa-Użycie niekomercyjne-Na tych samych warunkach 3.0 Unported. Jak zaznaczono na stronie, wydawcy zachęcają graczy i Mistrzów Gry do wykorzystywania, zmieniania i "remiksowania" materiałów na użytek niekomercyjny. Co za tym idzie, kopiowanie i dzielenie się elektronicznymi wersjami gry jest legalne.

## Odbiór
W 2010 Eclipse Phase wygrało 36 nagrodę Origins award dla Najlepszej Gry RPG. Wygrało także 3 ENnie awards: Złotą za Najlepszy Tekst, Srebrną za Najlepszą Okładkę i Srebrną za Produkt Roku.